# Lijst van Sonderkraftfahrzeuge
Tijdens de Tweede Wereldoorlog gaven de Duitsers al hun voertuigen een Sd.Kfz.-nummer. Met dit nummer konden alle voertuigen geïdentificeerd worden. Sd.Kfz. is de afkorting van Sonderkraftfahrzeug. 
Deze lijst toont alle Sd.Kfz.-nummers met bijbehorende namen.

## 2 t/m 14
- Sd.Kfz. 2 kleines Kettenkraftrad
- Sd.Kfz. 2/1 kleines Kettenkraftrad für Feldfernkabel
- Sd.Kfz. 2/2 kleines Kettenkraftrad für schweres Feldkabel
- Sd.Kfz. 3a LKW Gleiskette 2t Maultier (Opel-Ausf.)
- Sd.Kfz. 3b LKW Gleiskette 2t Maultier (Ford-Ausführung)
- Sd.Kfz. 3c LKW Gleiskette 2t Maultier (Klockner-Humboldt-Deutz-Ausf.)
- Sd.Kfz. 4 Munitionskraftwagen für Nebelwerfer
- Sd.Kfz. 4/1 15cm Panzerwerfer 42 auf Sf
- Sd.Kfz. 6 Zugkraftwagen 5 t mit Pionier-Aufbau
- Sd.Kfz. 6/1 Zugkraftwagen 5t mit Artillerie-Aufbau
- Sd.Kfz. 6/2 3,7 cm Flak 36 auf Fahrgestell Zugkraftwagen 5t
- Sd.Kfz. 6/3 7.62-cm Flak 36(r) auf PzJgr Selbstfahrlafette Zugkraftwagen 5t 'Diana'
- Sd.Kfz. 7 Zugkraftwagen 8 t
- Sd.Kfz. 7/1 2-cm Flakvierling auf Fahrgestell Zugkraftwagen 8 t
- Sd.Kfz. 7/2 3,7-cm Flak 36 auf Fahrgestell Zugkraftwagen 8 t
- Sd.Kfz. 7/3 Feuerleitpanzerfahrzeug für V-2 Raketen auf Zugkraftwagen 8t
- Sd.Kfz. 7/6 Flak-Meß-Truppen-Kraftwagen
- Sd.kfz. 7/9 Feuerleitpanzerfahrzeug Fur V2 Raketen Auf Zugkraftwagen 8t
- Sd.Kfz. 8 Zugkraftwagen 12 t
- Sd.Kfz. 9 Zugkraftwagen 18 t
- Sd.Kfz. 9/1 Drehkran auf Zugkraftwagen 18 t (6 t Hebekraft)
- Sd.Kfz. 9/2 Drehkran auf Zugkraftwagen 18 t (10 t Hebekraft)
- Sd.Kfz. 10 Zugkraftwagen 1 t
- Sd.Kfz. 10/1 leichter Gassprüh-Kraftwagen
- Sd.Kfz. 10/2 leichter Entgiftungs-Kraftwagen
- Sd.Kfz. 10/3 leichter Sprüh-Kraftwagen
- Sd.Kfz. 10/4 2-cm Flak 30 auf Fahrgestell Zugkraftwagen 1t
- Sd.Kfz. 10/5 2-cm Flak 38 auf Fahrgestell Zugkraftwagen 1t
- Sd.Kfz. 11 Zugkraftwagen 3t
- Sd.Kfz. 11/1 Nebel-Kraftwagen
- Sd.Kfz. 11/2 mittlerer Entgiftungs-Kraftwagen
- Sd.Kfz. 11/3 mittler Sprüh-Kraftwagen
- Sd.Kfz. 11/4 Nebel-Kraftwagen
- Sd.Kfz. 11/5 mittlerer Gassprüh-Wagen
- Sd.Kfz. 13 Maschinengewehrkraftwagen
- Sd.Kfz. 14 Funkkraftwagen

## 101 t/m 167
- Sd.Kfz. 101 Panzer 1 Ausf. A/B
- Sd.Kfz. 111 Munitionsschlepper auf Panzerkampfwagen 1 Ausf. A.
- Sd.Kfz. 121 Panzer II Ausf. a/1, a/2, a/3, b, c, d, e, f.
- Sd.Kfz. 122 Panzerkampfwagen 2 Flamm Ausf. A, B
- Sd.Kfz. 123 Panzer 2 Ausf. L
- Sd.Kfz. 124 Leichte Feldhaubitze 18/2 auf Fahrgestell Panzerkampfwagen 2 Wespe
- Sd.Kfz. 131 7,5 cm Pak 40/2 auf Fahrgestell Panzerkampfwagen 2 (Sf)  Marder 2
- Sd.Kfz. 132 Panzer Selbstfahrlafette 1 für 7,62 cm Pak36(r) auf Fahrgestell Panzerkampfwagen 2
- Ausf D1 und D2  Marder 2
- Sd.Kfz. 135 Panzer Selbstfahrlafette für 7,5-cm Pak 40/1 auf Fahrgestell Lorraine Schlepper Marder 1
- Sd.Kfz. 135/1 Panzer Selbstfahrlafette für s.FH. 13 auf Fahrgestell Lorraine Schlepper
- Sd.Kfz 138 7,5 cm Pak40/3 auf Panzerkampfwagen 38(t) Ausf H  Marder 3
- Sd.Kfz. 138 Panzerjäger 38(t) mit Pak 40/3 Ausf M  Marder 3
- Sd.Kfz. 138 Munitionspaanzer 38(t) (Sf) Ausf. M
- Sd.Kfz. 138/1 15 cm Schweres Infanteriegeschütz 33 (Sf) auf Panzerkampfwagen 38(t) Ausf H  Grille
- Sd.Kfz. 138/1 15 cm Schweres Infanteriegeschütz 33/1 auf Selbstfahrlafette 38(t) (Sf) Ausf M  Grille
- Sd.Kfz.. 139 Panzerjäger 38(t) für 7,62 cm Pak36(r)  Marder 3
- Sd.Kfz. 140 Flakpanzer 38(t) auf Selbstfahrlafette 38(t) Ausf M
- Sd.Kfz. 140/1 Aufklärungspanzer 38 (t)
- Sd.Kfz. 141 Panzerkampfwagen 3 Ausf. A, B, C, D, E, F, G, H, J
- Sd.Kfz. 141 Panzerbefehlswagen 3 mit 5-cm KwK L/42
- Sd.Kfz. 141/1 Panzerkampfwagen 3 Ausf. J, L, M
- Sd.Kfz. 141/2 Panzerkampfwagen 3 Ausf. N
- Sd.Kfz. 141/3 Panzerkampfwagen 3 Flamm
- Sd.Kfz. 142 Gepanzerter Selbstfahrlafette für Sturmgeschütz 7,5 cm Kanone Ausf A, B, C, E
- Sd.Kfz. 142/1 7,5-cm Sturmgeschütz 40 Ausf. F, F/8, G
- Sd.Kfz. 142/2 10,5-cm Sturmhaubitze 42
- Sd.Kfz. 143 Artillerie-Panzerbeobachtungswagen 3
- Sd.Kfz. 161 Panzerkampfwagen 4 Ausf. A, B, C, D, E, F
- Sd.Kfz. 161/1 Panzerkampfwagen 4 Ausf. F2
- Sd.Kfz  161/2 Panzerkampfwagen 4 Ausf. G, H, J
- Sd.Kfz. 161/3 3,7-cm Flak auf Fahrgestell Panzerkampfwagen 4 (Sf)
- Sd.Kfz. 162 Sturmgeschütz neuer Art mit 7,5 cm Pak L/48 auf Fahrgestell Panzerkampfwagen 4
- Sd.Kfz 162/1 Panzer IV/70 (V)
- Sd.Kfz. 164 Selbstfahrlafette für 8,8-cm PAk 43/1 L/71 auf Fahrgestell Panzerkampfwagen 3 und 4 Hornisse/Nashorn
- Sd.Kfz. 165 Selbstfahrlafette für 15-cm schwere Panzerhaubitze auf Fahrgestell Pamzer 3 und 4 Hummel
- Sd.Kfz. 165/1 10,5-cm le.FH. 18/1 (Sf) auf Geschützwagen IV b
- Sd.Kfz. 166 Sturmpanzer 4 Brummbär
- Sd.Kfz. 167 Sturmgeschütz 4

## 174 t/m 250
- Sd.Kfz. 171 Panzerkampfwagen 5 Ausf. A, G, F, D Panther
- Sd.Kfz. 172 Sturmgeschütz für 8,8-cm Sturmkanone 43 auf Fahrgestell Panther Jagdpanthher
- Sd.Kfz. 173 Jagdpanther
- Sd.Kfz. 179 Panzer-Bergegerät (Panzer 1)
- Sd.Kfz. 181 Panzerkampfwagen 6 Ausf. E Tiger
- Sd.Kfz. 182 Panzerkampfwagen 6 Ausf. B Königstiger
- Sd.Kfz. 184 Sturmgeschütz mit 8,8cm Pak 43/2 Ferdinand, Elefant
- Sd.Kfz. 185 Jagdtiger mit 8,8-cm Pak 43 L/71
- Sd.Kfz. 186 Jagdtiger mit 12,8-cm Pak 44 L/71
- Sd.Kfz. 221 Leichter Panzerspähwagen (MG)
- Sd.Kfz. 222 Leichter Panzerspähwagen (2 cm)
- Sd.Kfz. 223 Leichter Panzerspähwagen (Fu)
- Sd.Kfz. 231 Schwerer Panzerspähwagen 6-Rad, 8-Rad
- Sd.Kfz. 232 Schwerer Panzerspähwagen (Fu) 6-Rad, 8-Rad
- Sd.Kfz. 233 Schwerer Panzerspähwagen (7,5 cm)
- Sd.Kfz. 234/1 Schwerer Panzerspähwagen (2 cm)
- Sd.Kfz. 234/2 schwerer Panzerspähwagen (5 cm)
- Sd.Kfz. 234/3 Schwerer Panzerspähwagen (7,5 cm)
- Sd.Kfz. 234/4 Schwerer Panzerspähwagen (7,5 cm Pak 40)
- Sd.Kfz. 247 Schwerer geländegängiger gepanzerter Personenkraftwagen
- Sd.Kfz. 250 Leichter Gepanzerter Kraftwagen (Schützenpanzerwagen)
- Sd.Kfz. 250/1-1 leichter Gepanzerter Kraftwagen (Schützenpanzerwagen) Fu
- Sd.Kfz. 250/1-2 leichter Gepanzerter Kraftwagen (Schützenpanzerwagen) Kabelleger
- Sd.Kfz. 250/2 leichter Fernsprechwagen
- Sd.Kfz. 250/3-1 leichter Funkpanzer
- Sd.Kfz. 250/3-2 leichter Funkpanzer
- Sd.Kfz. 250/3-3 leichter Funkpanzer
- Sd.Kfz. 250/3-4 leichter Funkpanzer
- Sd.Kfz. 250/4 leichter gepanzerter Luftschutz-Kraftwagen
- Sd.Kfz. 250/5-1 leichter gepanzerter Beobachtungswagen
- Sd.Kfz. 250/5-2 leichter gepanzerter Aufklärungswagen
- Sd.Kfz. 250/6 leichter Munitionspanzerwagen, Ausf. A, B
- Sd.Kfz. 250/7 leichter gepanzerter Kraftwagen (Schützenpanzerwagen) mit schwerem Granatwerfer
- Sd.Kfz. 250/7 leichter gepanzerter Kraftwagen (Schützenpanzerwagen) als Munitionsfahrzeug
- Sd.Kfz. 250/8 leichter gepanzerter Kraftwagen (Schützenpanzerwagen) mit 7,5-cm KwK 37
- Sd.Kfz. 250/9 leichter gepanzerter Kraftwagen (Schützenpanzerwagen) mit 2-cm
- Sd.Kfz. 250/10 leichter gepanzerter Kraftwagen (Schützenpanzerwagen) mit 3,7-cm Pak
- Sd.Kfz. 250/11 leichter gepanzerter Kraftwagen (Schützenpanzerwagen) mit schwerer Panzerbüchse 41
- Sd.Kfz. 250/12 leichter gepanzerter Meßtruppwagen

## 251 t/m 304
- Sd.Kfz. 251 Mittlerer gepanzerter Schützenpanzerwagen Ausf A, B, C, D
- Sd.Kfz. 251/1-1 Mittlerer gepanzerter Schützenpanzerwagen
- Sd.Kfz. 251/1-2 Mittlerer gepanzerter Schützenpanzerwagen Fu
- Sd.Kfz. 251/2 Mittlerer gepanzerter Schützenpanzerwagen mit Granatwerfer
- Sd.Kfz. 251/3 Mittlerer gepanzerter Funkpanzerwagen
- Sd.Kfz. 251/3-1 Mittlerer gepanzerter Funkpanzerwagen
- Sd.Kfz. 251/3-2 Mittlerer gepanzerter Funkpanzerwagen
- Sd.Kfz. 251/3-3 Mittlerer gepanzerter Funkpanzerwagen
- Sd.Kfz. 251/3-4 Mittlerer gepanzerter Funkpanzerwagen als Kommandowagen
- Sd.Kfz. 251/4 mittlerer gepanzerter Schützenpanzerwagen mit Munition und Zubehör für le. IG. 18
- Sd.Kfz. 251/5 mittlerer gepanzerter Schützenpanzerwagen für die Pionierzüge
- Sd.Kfz. 251/6 mittlerer gepanzerter Kommandowagen
- Sd.Kfz. 251/7-1 mittlerer Pionierpanzerwagen
- Sd.Kfz. 251/7-2 mittlerer Pionierpanzerwagen
- Sd.Kfz. 251/8-1 mittlerer Krankentransportwagen
- Sd.Kfz. 251/8-2 mittlerer Krankentransportwagen
- Sd.Kfz. 251/9 Mittlerer gepanzerter Schützenpanzerwagen mit 7,5-cm KwK 37
- Sd.Kfz. 251/10 Mittlerer gepanzerter Schützenpanzerwagen mit 3,7-cm Pak
- Sd.Kfz. 251/11 mittlerer gepanzerter Funksprechwagen
- Sd.Kfz. 251/12 mittlerer gepanzerter Meßtrupp- und Gerätewagen
- Sd.Kfz. 251/13 mittlerer gepanzerter Schallaufnahmewagen
- Sd.Kfz. 251/14 mittlerer gepanzerter Schallauswertwagen
- Sd.Kfz. 251/15 mittlerer gepanzerter Lichtauswertewagen
- Sd.Kfz. 251/16 mittlerer gepanzerter Flammwagen
- Sd.Kfz. 251/17 mittlerer gepanzerter Schützenpanzerwagen mit 2-cm Flak 38
- Sd.Kfz. 251/18-1 mittlerer gepanzerter Beobachtungswagen
- Sd.Kfz. 251/18-1a mittlerer gepanzerter Beobachtungswagen
- Sd.Kfz. 251/18-2 mittlerer gepanzerter Beobachtungswagen
- Sd.Kfz. 251/18-2a mittlerer gepanzerter Beobachtungswagen
- Sd.Kfz. 251/19 mittlerer gepanzerter Fernsprechbetriebswagen
- Sd.Kfz. 251/20 mittlerer gepanzerter Schützenpanzerwagen mit Infrarotscheinwerfer Uhu
- Sd.Kfz. 251/21 mittlerer gepanzerter Schützenpanzerwagen mit MG 151-Drilling
- Sd.Kfz. 151/22 mittlerer gepanzerter Schützenpanzerwagen mit 7,5-cm Pak 40 L/46
- Sd.Kfz. 251/23 mittlerer gepanzerter Schützenpanzerwagen mit 2-cm Hängelafette
- Sd.Kfz. 252 Leichter Gepanzerter Munitionskraftwagen
- Sd.Kfz. 253 Leichter Gepanzerter Beobachtungskraftwagen
- Sd.Kfz. 254 Mittlerer Gepanzerter Beobachtungskraftwagen
- Sd.Kfz. 260 Kleiner Panzerfunkwagen
- Sd.Kfz. 261 Kleiner Panzerfunkwagen
- Sd.Kfz. 263 Panzerfunkwagen 6-Rad, 8-Rad
- Sd.Kfz. 264 Nashorn
- Sd.Kfz. 265 Kleiner Panzerbefehlswagen
- Sd.Kfz. 266 Panzerbefehlswagen 3 Ausf. G, H
- Sd.Kfz. 267 Panzerbefehlswagen 3 Ausf. D1, G, H
- Sd.Kfz. 268 Panzerbefehlswagen 3 Ausf. D1, G, H
- Sd.Kfz. 280 Gepanzerter Munitionsschlepper
- Sd.Kfz. 300 Minenräumwagen
- Sd.Kfz. 301 Schwerer Ladungsträger Ausf. A, B, und C
- Sd.Kfz. 302 Leichter Ladungsträger Ausf. A Goliath
- Sd.Kfz. 303 Leichter Ladungsträger, Ausf. B Goliath
- Sd.Kfz. 304 Mittlerer Ladungsträger Springer